# Batthyány Gyula
Németújvári gróf Batthyány Gyula (Ikervár, 1887. május 10. – Budapest, 1959. január 20.) magyar festőművész.

## Élete
Gróf Batthyány Lajosnak, az első magyar miniszterelnöknek a dédunokája. Édesapja gróf Batthyány Lajos fiumei kormányzó, országgyűlési képviselő, édesanyja gróf Andrássy Ilona. 1890-ben, alig háromévesen elkészítette első rajzát. Tanulmányait a párizsi Julian Akadémián, illetve 1907-ben Münchenben, Angelo Janknál végezte. Vaszary Jánost tekintette mesterének.
1914-ben Beck Ö. Fülöppel közösen volt kiállítása az Ernst Múzeumban. A Műcsarnokban és a Nemzeti Szalonban 1921 és 1938 között rendszeresen voltak láthatók művei. 1922-ben Bicskén, ahol ekkoriban élt, művésztelepet létesített. Az 1920-as évektől színházi dekorációkat kezdett tervezni Gyagilev díszlettervezőjének, Leonyid Baksztnak a hatására.
1952-ben nyolc év letöltendő börtönbüntetésre ítélték egy koncepciós perben, öt évig ült börtönben Márianosztrán, vagyonát elkobozták. Kiszabadulása után haláláig Polgárdiban élt visszavonultan egykori tiszttartója lakásában. Jelentősebb műveit a Magyar Nemzeti Galéria őrzi.
Felesége Károlyi Zsuzsanna 1922–1930 között, haláláig a Magyar Gazdaasszonyok Országos Egyesületének elnöke volt. 1914 novemberében, az I. honvéd huszárezred hadnagyaként az I. világháború borzalmaiból hazatérve, Fehérvárcsurgón vezette oltár elé.

## Művészete
A festészet mellett elismert színházi díszlet- és jelmeztervező volt, számos könyvillusztrációt is készített. Magyar történelmi rajzsorozatai sokszorosítva, albumban is megjelentek. Grafikusként többek közt Herczeg Ferenc és Tormay Cécile műveit is illusztrálta. Festészete a kései szecesszióval rokonítható, képeit a kecsesen megnyúlt alakok és a szatirikus ábrázolásmód jellemzik. Festményei témájául gyakran választott csillogó, arisztokrata társasági jeleneteket. Sajátosan ábrázolta a luxusörömlányokat, elegáns úriembereket, gengsztereket, a fülledt erotikával telt arisztokrata miliő pózoló, teátrális, belül kiüresedett szereplőit. Nyújtott alakjai Daumier mellett El Greco manierisztikusan hullámzó emberábrázolásaira is emlékeztetnek. Művei gyakran álomszerűek, formaviláguk szerves részét alkotják az energikusan tekergőző organikus formák. Dekorativitása a szürrealizmus illusztrativitásával és az art decóval is rokonságot mutat.

## Díjai
- 1916: ezüstérem, San Francisco
- 1930: ezüstérem, Barcelona
- 1934: aranyérem, Párizs
- 1937: bronzérem a párizsi világkiállításon

## Emlékezete
2013-ban újratemették. Földi maradványait a Polgárdi temetőkápolnában helyezték el.